# Tour der südafrikanischen Rugby-Union-Nationalmannschaft nach Neuseeland und in die USA 1981
| Tour der Springboks nach Neuseeland und in die USA 1981 | Tour der Springboks nach Neuseeland und in die USA 1981 | Tour der Springboks nach Neuseeland und in die USA 1981 | Tour der Springboks nach Neuseeland und in die USA 1981 | Tour der Springboks nach Neuseeland und in die USA 1981 |
| Übersicht                                               | S                                                       | G                                                       | U                                                       | N                                                       |
| ------------------------------------------------------- | ------------------------------------------------------- | ------------------------------------------------------- | ------------------------------------------------------- | ------------------------------------------------------- |
| Test Matches                                            | 02                                                      | 02                                                      | 0                                                       | 2                                                       |
| Sonstige Spiele                                         | 15                                                      | 12                                                      | 1                                                       | 0                                                       |
| Gesamt                                                  | 17                                                      | 14                                                      | 1                                                       | 2                                                       |
|                                                         |                                                         |                                                         |                                                         |                                                         |
| Neuseeland                                              | 03                                                      | 01                                                      | 0                                                       | 2                                                       |
| Vereinigte Staaten                                      | 01                                                      | 01                                                      | 0                                                       | 0                                                       |

Die Tour der südafrikanischen Rugby-Union-Nationalmannschaft nach Neuseeland und in die USA 1981 umfasste eine Reihe von Freundschaftsspielen der Springboks, der Nationalmannschaft Südafrikas in der Sportart Rugby Union. Das Team reiste von Juli bis September August 1981 durch Neuseeland und die Vereinigten Staaten, wobei es 17 Spiele bestritt. Dazu gehörten drei Test Matches gegen die neuseeländische Nationalmannschaft (die All Blacks), ein Test Match gegen die amerikanische Nationalmannschaft sowie 13 weitere Begegnungen mit regionalen Auswahlteams. Die Springboks mussten in zwei Niederlagen gegen die All Blacks hinnehmen, hinzu kam ein Unentschieden gegen die Auswahl der Māori.
Angesichts der Ablehnung der Apartheid in Teilen der Bevölkerung bildete sich insbesondere in Neuseeland eine breite Protestbewegung. Rugby Union war (und ist) ein sehr populärer Sport in Neuseeland, und das südafrikanische Team gilt als Neuseelands stärkster Gegner. Daher gab es eine große Meinungsverschiedenheit in Neuseeland darüber, ob die Politik den Sport auf diese Weise beeinflussen sollte und ob die Springboks auf Tournee gehen dürfen. Trotz der Kontroverse beschloss der neuseeländische Rugbyverband, die Tournee durchzuführen. Die Regierung von Premierminister Robert Muldoon war aufgefordert worden, sie zu verbieten. Sie war aber der Auffassung, dass die Verpflichtungen aus dem Gleneagles-Vereinbarung die Regierung nicht dazu verpflichteten, die Tour zu verhindern. Ebenso vertrat sie den Standpunkt, dass die Politik sich nicht in den Sport einmischen dürfe. In der Folge kam es zu landesweiten Protesten während der gesamten Tour der Springboks, die zum Teil derart heftigen waren, dass zwei Spiele abgesagt werden mussten.

## Ereignisse

### Hintergrund

Ankündigung einer Protestversammlung der Citizens' All Black Tour Association (1960). Sie forderte, die Mannschaft vor Spielen gegen Südafrika nicht aufgrund der Kriterien der Apartheid aufzustellen.

Die Rugby-Union-Nationalmannschaften Südafrikas und Neuseelands, die Springboks und die All Blacks, besitzen eine lange Tradition intensiver und freundschaftlicher sportlicher Rivalität. Seit den 1920er Jahren beeinflusste die südafrikanische Apartheidpolitik die Zusammenstellung des Kaders der All Blacks: Die New Zealand Rugby Football Union (NZRFU) überging Māori-Spieler und nahm sie nicht auf Touren der All Blacks nach Südafrika mit. In den 1950er und 1960er Jahren wuchs der Widerstand gegen die Entsendung von Mannschaften, die aus Rücksicht auf rassistische Kriterien zusammengestellt wurden. Vor der Südafrika-Tour 1960 der All Blacks unterzeichneten 150.000 Neuseeländer eine Petition, die unter dem Motto „No Māoris, no Tour“ vergeblich einen Verzicht auf die Tour forderte. 1969 erfolgte die Gründung der antirassistischen Organisation Halt All Racist Tours (HART), die danach strebte, sämtliche sportlichen Kontakte mit Südafrika zu unterbinden.
In den 1970er Jahren stellten Proteste und politischer Druck die NZRU vor die Wahl, entweder eine Mannschaft aufzustellen, die nicht nach Rasse ausgewählt wurde, oder auf Touren nach Südafrika zu verzichten. Obwohl es 1969 in Großbritannien und Irland sowie 1971 in Australien zu massiven Anti-Apartheid-Protesten gekommen war, blieb der Verband stur und die südafrikanischen Behörden bestanden weiterhin darauf, ihre rassistischen Kriterien auch auf ausländische Teams anzuwenden. Daraufhin übte die sozialdemokratische Regierung von Norman Kirk Druck auf die NZRFU aus, die eine für 1973 geplante Tour der Springboks nach Neuseeland auf unbestimmte Zeit verschob (offiziell abgesagt wurde sie nie). Währenddessen beklagte die konservative Opposition um Robert Muldoon die „Einmischung der Politik in den Sport“.
Trotz massiver Kritik tourten die All Blacks 1976 durch Südafrika, mit der ausdrücklichen Billigung durch den neu gewählten Premierminister Muldoon. Mehrere afrikanische Staaten protestierten dagegen und forderten das Internationale Olympische Komitee (IOC) ultimativ auf, Neuseeland von den gleichzeitig stattfindenden Olympischen Sommerspielen 1976 in Montreal auszuschließen. Als das IOC dieser Forderung nicht nachkam, boykottierten 28 Staaten die Spiele. Ihrer Ansicht nach unterstützte die Tour der All Blacks stillschweigend das südafrikanische Apartheid-Regime. Die negativen Erfahrungen der Tour von 1976 führten ein Jahr später zur Verabschiedung der Gleneagles-Vereinbarung durch die Regierungschefs des Commonwealth of Nations.

### Proteste in Neuseeland
Anfang der 1980er Jahre erreichte der Druck aus anderen Ländern und von Protestgruppen in Neuseeland wie HART einen Höhepunkt, als die NZRFU eine Springbok-Tour für 1981 ankündigte. Diese entwickelte sich aufgrund des internationalen Sportboykotts zu einem politischen Streitthema. Der australische Premierminister Malcolm Fraser verweigerte den Flugzeugen der Springboks die Erlaubnis, in Australien aufzutanken, sodass die Flüge der Springboks von und nach Neuseeland über Los Angeles und Hawaii gingen. Trotz des Drucks auf die Regierung Muldoon, die Tour abzusagen, wurde die Erlaubnis erteilt, und die Springboks trafen am 19. Juli 1981 in Neuseeland ein. Muldoon wurde beschuldigt, die Gleneagles-Abkommen gebrochen zu haben. Er vertrat jedoch in einem Artikel in der Times die Meinung, dass man von einem demokratischen Staat wie Neuseeland nicht verlangen könne, die Freiheit seiner Sportler einzuschränken und von unabhängigen Verbänden vereinbarte sportliche Kontakte zu verbieten. Verschiedene Rugbyjournalisten stimmten mit ihm überein, dass Sport und Politik nicht vermischt werden sollten. Andere hielten dem entgegen, dass es bei einer Absage der Tour keine Berichterstattung über die weit verbreitete Kritik an der Apartheid in den kontrollierten südafrikanischen Medien geben würde. Muldoons Kritiker waren der Meinung, dass er die Tour vor allem deshalb zuließ, damit seine National Party bei den bevorstehenden Parlamentswahlen die Stimmen der Konservativen in ländlichen Gebieten sichern könne.

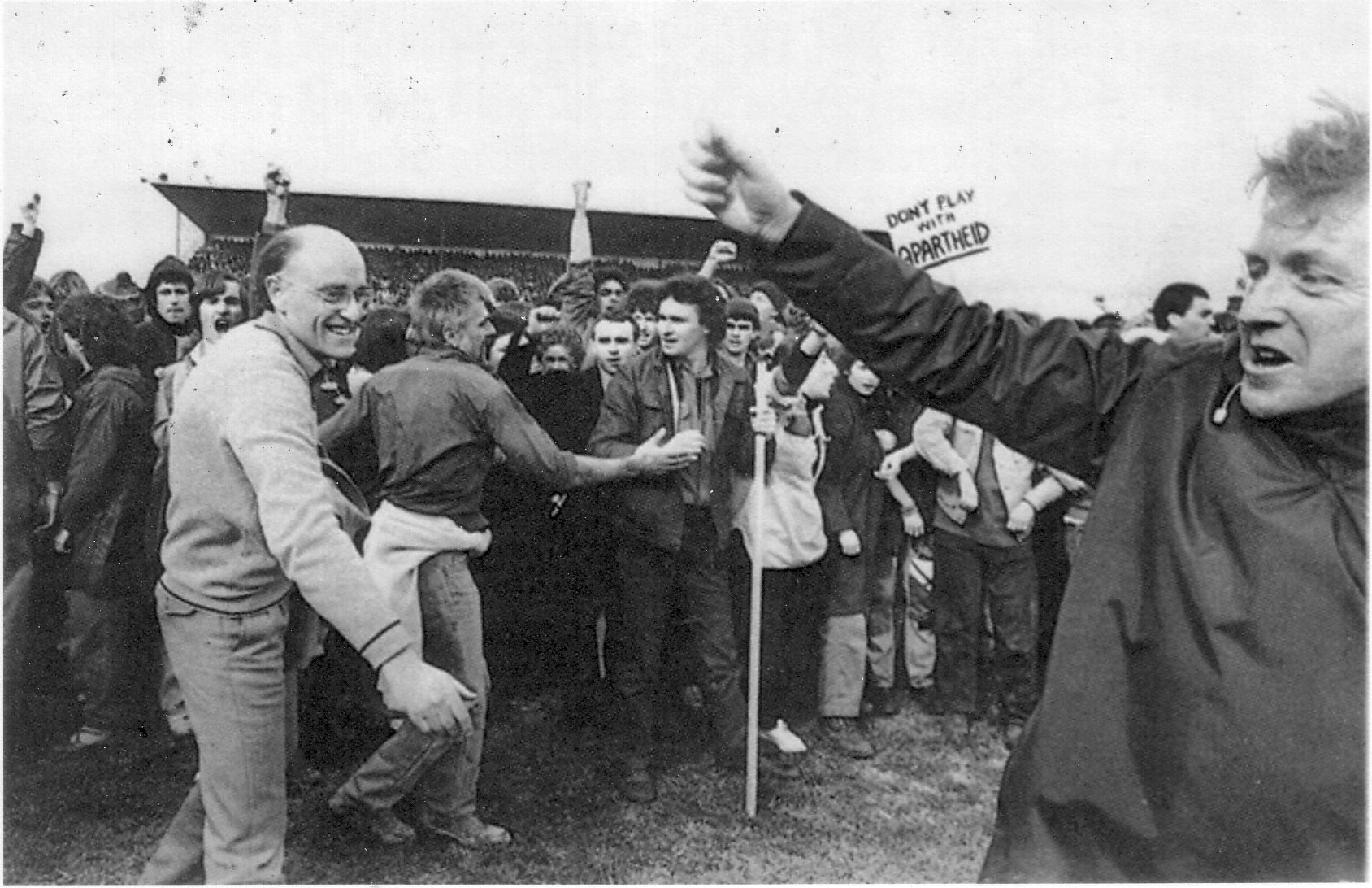
Platzsturm in Hamilton, rechts der Aktivist Tom Newnham

Die darauf folgenden öffentlichen Proteste polarisierten das Land: Während die Rugbyfans die Stadien füllten, versammelten sich die Apartheid-Gegner oft zu Tausenden in den umliegenden Straßen und sorgten für massive Störungen. Die Protestbewegung setzte zunächst auf gewaltlosen zivilen Ungehorsam, Demonstrationen und direkte Aktionen. Zum Schutz der Springboks und ihrer Begleiter schuf die neuseeländische Polizei zwei Bereitschaftseinheiten namens Blue Squad und Red Squad. Gleich beim ersten Spiel am 22. Juni in Gisborne gelang es Demonstranten, den Zaun um das Stadion zu durchbrechen, aber das schnelle Eingreifen der Zuschauer und der Sicherheitskräfte vor Ort verhinderte eine Spielunterbrechung. Drei Tage später in Hamilton gelang rund 350 Demonstranten ein Platzsturm, nachdem sie den Zaun niedergerissen hatten. Die Polizei verhaftete etwa 50 von ihnen innerhalb einer Stunde, war aber besorgt, dass sie die randalierenden Fans, die Flaschen und andere Gegenstände auf die Demonstranten warfen, nicht kontrollieren konnte. Nach Meldungen, dass sich ein gestohlenes Kleinflugzeug dem Stadion näherte, sagte die Polizei das Spiel ab. Die Demonstranten wurden vom Platz geführt und angewiesen, alle Anti-Tour-Insignien von ihrer Kleidung zu entfernen, wobei wütende Zuschauer auf sie einschlugen. Gruppen von Rugbyfans warteten vor der Polizeiwache in Hamilton darauf, dass die verhafteten Demonstranten abgefertigt und freigelassen wurden, und griffen einige an.
Die harsche Eingreifen während des Spiels in Hamilton sowie brutale Attacken von Polizisten auf Demonstranten in Wellington in der darauf folgenden Woche führten zu einer Radikalisierung der Protestbewegung. Viele Demonstranten begannen, Motorrad- oder Fahrradhelme zu tragen, um sich vor Kopfverletzungen durch Schlagstöcke zu schützen. Die Behörden verstärkten die Sicherheitsvorkehrungen an öffentlichen Einrichtungen, nachdem Demonstranten die Telekommunikation gestört hatten, indem sie einen Wellenleiter an einem Mikrowellen-Repeater beschädigten und so Telefon- und Datendienste unterbrachen (die Fernsehübertragungen liefen jedoch weiter, da sie von einem separaten Wellenleiter am Turm übertragen wurden). Die verbleibenden Stadien wurden mit Stacheldraht und Schiffscontainer-Barrikaden umgeben, um die Chancen eines weiteren Platzsturms zu verringern. Im Eden Park in Auckland baute man einen geheimen Fluchtweg von den Umkleidekabinen ins Freie, den die Südafrikaner nutzen konnten, sollte das Stadion von Demonstranten überrannt werden.

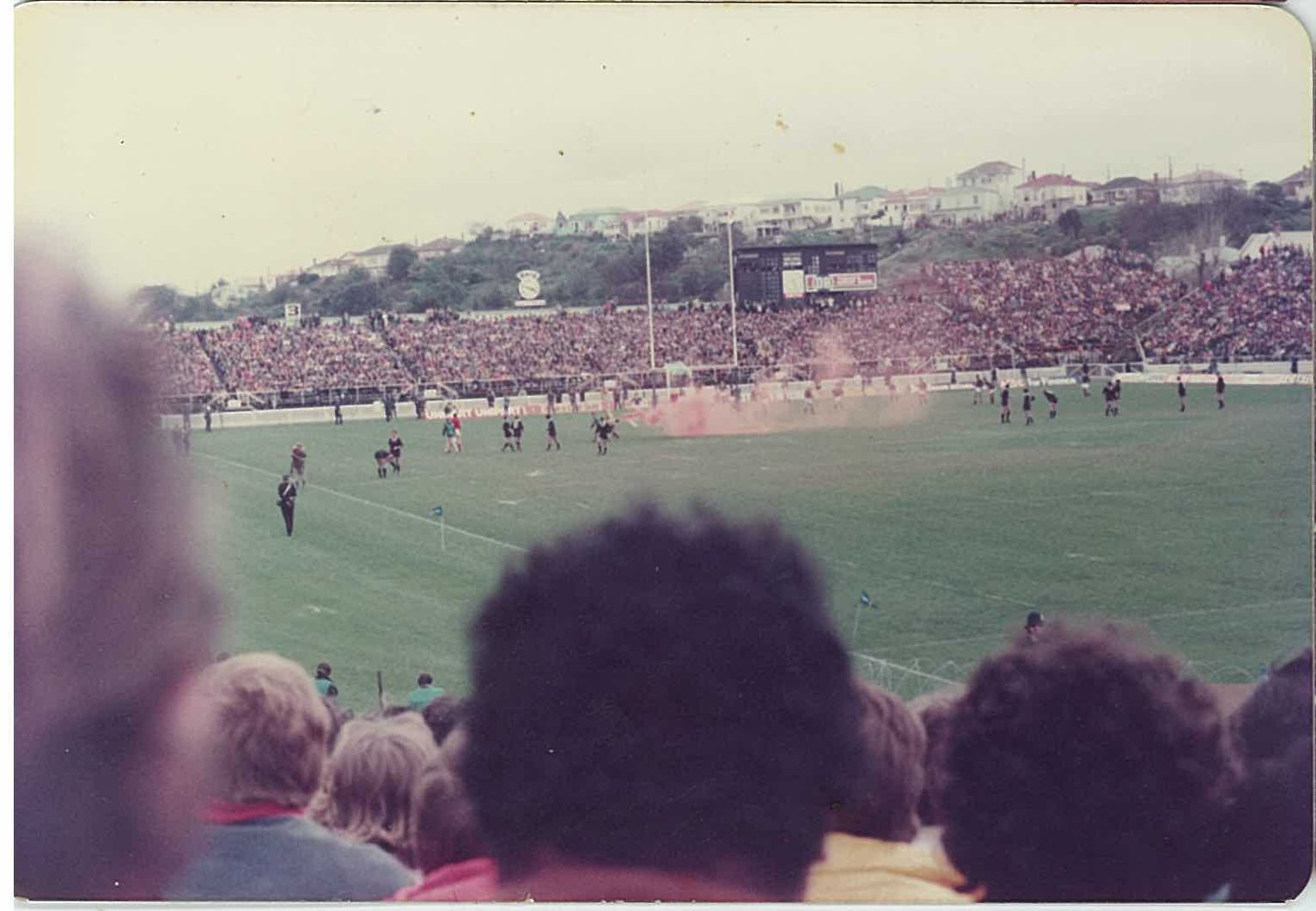
Rauchgranate im Eden Park

Vor dem ersten Test Match im Lancaster Park von Christchurch am 15. August gelang es etlichen Demonstranten, eine Sicherheitsabsperrung zu durchbrechen, wobei einige von ihnen bis auf das Spielfeld vordrangen. Sie konnten rasch von Sicherheitspersonal und Zuschauern aus dem Stadion vertrieben werden. Einem großen Demonstrationszug gelang es, die an das Gelände angrenzende Straße zu besetzen und die Bereitschaftspolizei zu konfrontieren. Die Zuschauer mussten im Stadion bleiben, bis sich die Demonstration aufgelöst hatte. Am 29. August, vor dem zweiten Test Match in Wellington, begannen die Protestaktionen bereits am frühen Morgen, als sich rund 7.000 Demonstranten im Stadtzentrum versammelten. Die Menschenmenge blockierte die Autobahnausfahrten in die Stadt sowie die Straßen und Fußwege zum Athletic Park. Die Polizei reagierte, indem sie menschliche Keile bildete, um die Zuschauer durchzulassen. Es gab viele Handgemenge, als die Demonstranten weggezerrt wurden. Einige Rugbyfans schlugen mit Fäusten und Stiefeln auf sie ein. Eine tief fliegende Cessna 172 unterbrach das dritte Test Match am 12. September in Auckland durch das Abwerfen von Mehlsäcken, Rauchgranaten und eines Transparents zu Ehren von Steve Biko auf das Spielfeld. Trotzdem konnte das Spiel fortgesetzt werden. Außerhalb des Stadions kam es zu weiteren Ausschreitungen.
Die Anti-Apartheid-Bewegung in Südafrika wurde durch die Ereignisse in Neuseeland beflügelt. Als Nelson Mandela, der auf Robben Island inhaftiert war, vom Abbruch des Spiels in Hamilton erfuhr, sei dies für ihn gewesen, „als ob die Sonne herausgekommen wäre“. In Neuseeland wiederum kritisierten vor allem konservative Kreise, dass die Art und Weise, wie die Südafrikaner ihr Land regierten, sie nichts angehe. Die Anti-Tour-Bewegung sei von „Dauerprotestlern“ und „Berufsrandalierern“ angeführt worden, die nur daran interessiert seien, die Polizei zu bekämpfen. Kurzfristig gingen die Konservativen als Sieger in der Auseinandersetzung hervor: Die Tour konnte zu Ende geführt werden, die Apartheid blieb bestehen und die ländlichen Regionen sicherten der National Party einen knappen Sieg bei den Parlamentswahlen im November (wenn auch mit der knappstmöglichen Mehrheit von einem Sitz). 1981 war das letzte Mal, dass die Springboks während der Apartheid-Ära in Neuseeland zu Gast waren. 1985 musste die NZRFU eine geplante Südafrika-Tour absagen, nachdem der High Court of New Zealand zugunsten einer Klage von Anti-Apartheid-Aktivisten entschieden hatte. Ein Jahr darauf fand eine äußerst kontroverse, nicht vom Verband sanktionierte „Rebellentour“ der New Zealand Cavaliers statt.

### Geheimhaltung in den USA
Der durch die USA führende Teil der Tour folgte unmittelbar auf die schlagzeilenträchtigen Ereignisse in Neuseeland, weshalb die Behörden weitere Proteste und Zusammenstöße mit der Polizei erwarteten. Die Androhung von Ausschreitungen veranlasste die Stadtverwaltungen von Los Angeles, Chicago, New York und New York dazu, ihre bereits erteilten Genehmigungen für die Spiele der Springboks zurückzuziehen. Das Spiel gegen das Team der Midwest Rugby Football Union sollte ursprünglich in Chicago ausgetragen werden. Nach den Anti-Apartheid-Protesten wurde es heimlich auf den Samstagmorgen des 19. September im Roosevelt Park in Racine, Wisconsin, verlegt. Die Geheimhaltungsstrategie schien aufzugehen, da sich nur etwa 500 lokale Zuschauer versammelten, um das Spiel zu sehen. Gegen Ende des Spiels gelang es jedoch einer kleinen Gruppe von Demonstranten, die inzwischen vor Ort angekommen war, das Spiel zu stören. Zwei von ihnen wurden verhaftet, nachdem es zu einer kurzen Auseinandersetzung auf dem Spielfeld gekommen war.
Das in New York City vorgesehene Spiel gegen die Eastern All Stars wurde kurzfristig nach Albany verlegt. Bürgermeister Erastus Corning erklärte, dass es ein Recht auf friedliche Versammlung gebe, um „öffentlich für eine unpopuläre Sache einzutreten“, trotz seiner eigenen erklärten Ansicht, dass er „alles an der Apartheid verabscheue“. Gouverneur Hugh Carey argumentierte, dass die Veranstaltung verboten werden sollte, da die Anti-Apartheid-Demonstranten eine „unmittelbare Gefahr von Unruhen“ darstellten, aber ein Bundesgerichtsurteil, welches das Spiel erlaubte, wurde vom United States Court of Appeals bestätigt. Bundesrichter Thurgood Marshall lehnte eine weitere Berufung mit dem Hinweis auf die Meinungsfreiheit ebenfalls ab. Das Spielfeld war von Polizeikräften umringt, während die Demonstranten (darunter der Folkmusiker Pete Seeger) sich etwa hundert Meter davon entfernt versammelten. Während des Spiels blieb es friedlich, aber am frühen Morgen wurde vor dem Sitz der Eastern Rugby Union eine Rohrbombe gezündet, die einen Schaden am Gebäude von schätzungsweise 50.000 Dollar verursachte; es gab keine Verletzten.
Um jegliche weitere Störungen zu verhindern, beschlossen die involvierten Verbände, das abschließende Test Match gegen die amerikanischen Nationalmannschaft völlig vor der Öffentlichkeit geheim zu halten. Während die vor dem Hotel versammelten Medienvertreter den Ersatzspielern zum Training folgten, gingen die übrigen Teammitglieder inkognito durch den hinteren Ausgang und wurden mit Minibussen in die Kleinstadt Glenville gefahren. Dort fand das Spiel vor lediglich 30 zufällig anwesenden Zuschauern statt.

## Spielplan
- Hintergrundfarbe grün = Sieg
- Hintergrundfarbe rot = Niederlage

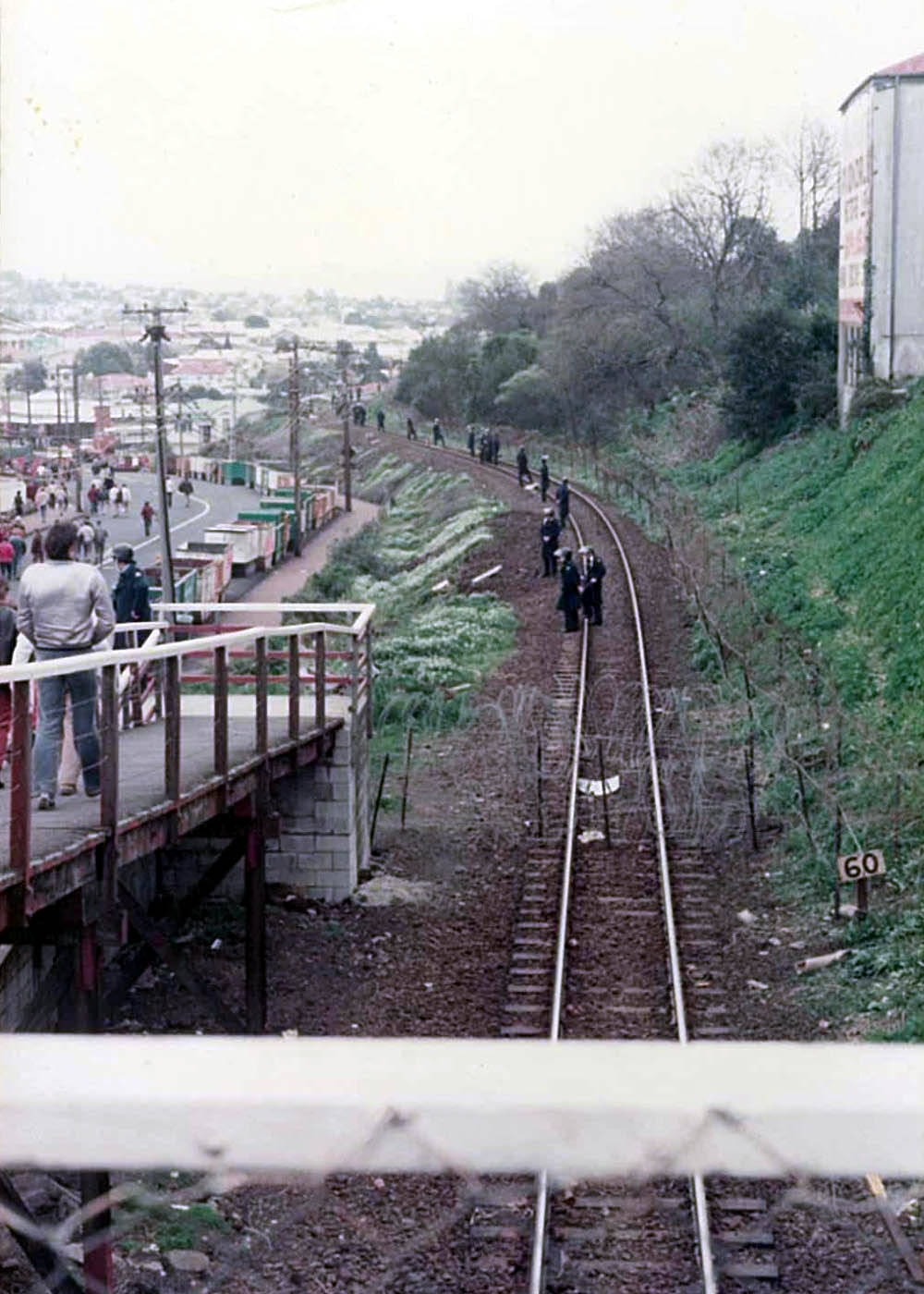
Polizeibeamte bewachen eine Stacheldrahtabsperrung um den Eden Park in der Nähe des Bahnhofs Kingsland

(Test Matches sind grau unterlegt; Ergebnisse aus der Sicht Südafrikas)

### Spiele in Neuseeland
| #  | Datum              | Gegner                                | Ort              | Stadion                       | Ergebnis |
| -- | ------------------ | ------------------------------------- | ---------------- | ----------------------------- | -------- |
| 01 | 22. Juli 1981      | Poverty Bay Rugby Football Union      | Gisborne         | Rugby Park                    | 24:6     |
| 02 | 25. Juli 1981      | Waikato Rugby Union                   | Hamilton         | Rugby Park                    | abgesagt |
| 03 | 29. Juli 1981      | Taranaki Rugby Football Union         | New Plymouth     | Rugby Park                    | 34:9     |
| 04 | 01. August 1981    | Manawatu Rugby Union                  | Palmerston North | Showgrounds Oval              | 31:19    |
| 05 | 05. August 1981    | Wanganui Rugby Football Union         | Wanganui         | Spriggens Park                | 45:9     |
| 06 | 08. August 1981    | Southland Rugby Football Union        | Invercargill     | Rugby Park Stadium            | 22:6     |
| 07 | 11. August 1981    | Otago Rugby Football Union            | Dunedin          | Carisbrook                    | 17:13    |
| 08 | 15. August 1981    | Neuseeland                            | Christchurch     | Lancaster Park                | 9:14     |
| 09 | 19. August 1981    | South Canterbury Rugby Football Union | Timaru           | Fraser Park                   | abgesagt |
| 10 | 22. August 1981    | Nelson Bays Rugby Union               | Nelson           | Trafalgar Park                | 83:0     |
| 11 | 25. August 1981    | New Zealand Māori                     | Napier           | McLean Park                   | 12:12    |
| 12 | 29. August 1981    | Neuseeland                            | Wellington       | Athletic Park                 | 24:12    |
| 13 | 02. September 1981 | Bay of Plenty Rugby Union             | Rotorua          | Rotorua International Stadium | 29:24    |
| 14 | 05. September 1981 | Auckland Rugby Football Union         | Auckland         | Eden Park                     | 39:12    |
| 15 | 08. September 1981 | North Auckland Rugby Football Union   | Whangārei        | Okara Park                    | 19:10    |
| 16 | 12. September 1981 | Neuseeland                            | Auckland         | Eden Park                     | 22:25    |

### Spiele in den USA
| #  | Datum              | Gegner                       | Ort       | Stadion               | Ergebnis |
| -- | ------------------ | ---------------------------- | --------- | --------------------- | -------- |
| 17 | 19. September 1981 | Midwest Rugby Football Union | Racine    | Roosevelt Park        | 46:12    |
| 18 | 22. September 1981 | Eastern All Stars            | Albany    | Bleecker Stadium      | 41:0     |
| 19 | 25. September 1981 | Vereinigte Staaten           | Glenville | Owl Creek Polo Ground | 38:7     |

## Test Matches
| 15. August 1981 | Neuseeland                                            | 14 : 9         | Südafrika                                                 | Lancaster Park, Christchurch Zuschauer: 41.000 Schiedsrichter: Laurie Prideaux (England) |
| 15. August 1981 | Versuche: Rollerson Shaw Wilson Erhöhungen: Rollerson | (10:3) Bericht | Versuche: Bekker Erhöhungen: N. Botha Dropgoals: N. Botha | Lancaster Park, Christchurch Zuschauer: 41.000 Schiedsrichter: Laurie Prideaux (England) |

Aufstellungen:
- Neuseeland: John Ashworth, Andy Dalton, Bernie Fraser, Andy Haden, Allan Hewson, Graeme Higginson, Andrew Jefferd, Gary Knight, David Loveridge, Murray Mexted, Douglas Rollerson, Mark Shaw, Ken Stewart, Stuart Wilson, Freddy Woodman 
 Auswechselspieler: Lachlan Cameron, Mark Donaldson, Rodney Ketels, Brian McKechnie, Geoffrey Old, Hika Reid
- Südafrika: Hennie Bekker, Darius Botha, Naas Botha, Robert Cockrell, Willie du Plessis, Hempies du Toit, Danie Gerber, Eben Jansen, Rob Louw, Louis Moolman, Ray Mordt, Gysie Pienaar, Divan Serfontein, Theuns Stofberg , Henning van Aswegen 
 Auswechselspieler: Colin Beck, Thys Burger, Willie Kahts, Edrich Krantz, Ockie Oosthuizen, Barry Wolmarans

| 29. August 1981 | Neuseeland              | 12 : 24        | Südafrika                                                                               | Athletic Park, Wellington Zuschauer: 32.000 Schiedsrichter: Clive Norling (Wales) |
| 29. August 1981 | Straftritte: Hewson (4) | (3:18) Bericht | Versuche: Germishuys Erhöhungen: N. Botha Straftritte: N. Botha (5) Dropgoals: N. Botha | Athletic Park, Wellington Zuschauer: 32.000 Schiedsrichter: Clive Norling (Wales) |

Aufstellungen:
- Neuseeland: John Ashworth, Gregory Burgess, Lachlan Cameron, Andy Dalton, Bernie Fraser, Andy Haden, Allan Hewson, David Loveridge, Murray Mexted, Frank Oliver, Douglas Rollerson, Mark Shaw, Ken Stewart, Stuart Wilson, Freddy Woodman 
 Auswechselspieler: Mark Donaldson, Andrew Jefferd, Rodney Ketels, Brian McKechnie, Geoffrey Old, Peter Sloane
- Südafrika: Naas Botha, Wynand Claassen , Willie du Plessis, Danie Gerber, Burger Geldenhuys, Gerrie Germishuys, Willie Kahts, Louis Moolman, Ray Mordt, Ockie Oosthuizen, Gysie Pienaar, Divan Serfontein, Theuns Stofberg, Philip van der Merwe, Div Visser 
 Auswechselspieler: Colin Beck, Robert Cockrell, Johan Heunis, Rob Louw, Henning van Aswegen, Gawie Visagie

| 12. September 1981 | Neuseeland                                                                                           | 25 : 22        | Südafrika                                                              | Eden Park, Auckland Zuschauer: 49.000 Schiedsrichter: Clive Norling (Wales) |
| 12. September 1981 | Versuche: Knight Wilson Erhöhungen: Rollerson Straftritte: Hewson (3) Rollerson Dropgoals: Rollerson | (16:3) Bericht | Versuche: Mordt (3) Erhöhungen: N. Botha (2) Straftritte: N. Botha (2) | Eden Park, Auckland Zuschauer: 49.000 Schiedsrichter: Clive Norling (Wales) |

Aufstellungen:
- Neuseeland: John Ashworth, Lachlan Cameron, Andy Dalton, Bernie Fraser, Andy Haden, Allan Hewson, Gary Knight, David Loveridge, Murray Mexted, Geoffrey Old, Steve Pokere, Douglas Rollerson, Frank Shelford, Gary Whetton, Stuart Wilson 
 Auswechselspieler: Alan Dawson, Mark Donaldson, Rodney Ketels, Brian McKechnie, Hika Reid, Freddy Woodman
- Südafrika: Hennie Bekker, Naas Botha, Wynand Claassen , Robert Cockrell, Willie du Plessis, Burger Geldenhuys, Danie Gerber, Gerrie Germishuys, Rob Louw, Louis Moolman, Ray Mordt, Ockie Oosthuizen, Gysie Pienaar, Divan Serfontein, Philip van der Merwe 
 Auswechselspieler: Colin Beck, Johan Heunis, Eben Jansen, Shaun Povey, Henning van Aswegen, Gawie Visagie

| 25. September 1981 | Vereinigte Staaten                  | 7 : 38        | Südafrika                                                                          | Owl Creek Polo Field, Glenville Zuschauer: 30 Schiedsrichter: Don Morrison (USA) |
| 25. September 1981 | Versuche: Walton Straftritte: Smith | (4:7) Bericht | Versuche: Beck Burger Geldenhuys Germishuys (2) Mordt (3) Erhöhungen: N. Botha (3) | Owl Creek Polo Field, Glenville Zuschauer: 30 Schiedsrichter: Don Morrison (USA) |

Aufstellungen:
- USA: Rick Bailey, Edward Burlingham, Robert Causey, Richard Cooke, John Fowler, Jamie Grant, Steve Gray, Roy Helu, Gary Lambert, Skip Niebauer, Mike Purcell, Denis Shanagher, Tom Smith, Lin Walton, Gary Wilson
- Südafrika: Colin Beck, Naas Botha, Wynand Claassen , Robert Cockrell, Burger Geldenhuys, Danie Gerber, Gerrie Germishuys, Johan Heunis, Louis Moolman, Ray Mordt, Ockie Oosthuizen, Divan Serfontein, Theuns Stofberg, Philip van der Merwe, Div Visser 
 Auswechselspieler: Thys Burger, Carel du Plessis, Hempies du Toit, Gysie Pienaar, Shaun Povey, Barry Wolmarans